# Línea 251 (Interurbanos Madrid)
La línea 251 de la red de autobuses interurbanos de Madrid une Torrejón de Ardoz con Alcalá de Henares pasando por Valdeavero.

## Características
Esta línea une estos tres municipios pasando por Ajalvir, Daganzo de Arriba, Fresno de Torote, Ribatejada, Torrejón del Rey y Camarma de Esteruelas con un recorrido que dura aproximadamente 1h y 50 minutos entre cabeceras.
A pesar de complementarse junto con la línea 252 para unir estos dos grandes municipios en el corredor 2, ninguna de ellas está pensada para realizar esta función. Ya existe la línea 824 que realiza este recorrido de manera directa sin pasar por ningún otro municipio, además de las líneas C2, C7 y C8 de Cercanías Madrid.
Se complementa con las líneas 252, 255 y 256 para mallar las localidades situadas a lo largo de la M-113 y M-119 junto con los núcleos de población más grandes del corredor 2 para enlazar con otras líneas interurbanas u otros modos de transporte como Cercanías o servicios que sólo existen en las grandes localidades de la región como hospitales y centros comerciales.
El itinerario normal realiza el recorrido completo de casi 2h entre los dos municipios, pero de lunes a viernes laborables la mayoría de las expediciones realizan un recorrido reducido que sólo circula entre Torrejón de Ardoz y Ribatejada. Existe la posibilidad de hacer transbordo a la línea 256 procedente de Canillejas para continuar a Valdeavero, además de la línea 255 que conecta Valdeavero (algunas expediciones alcanzando Torrejón del Rey) con Alcalá de Henares.
Los sábados laborables, domingos y festivos, todas las expediciones circulan entre Torrejón de Ardoz y Valdeavero exceptuando la última expedición del día que realiza el recorrido completo terminando en Alcalá de Henares.
Además de las expediciones reducidas mencionadas, la línea cuenta con trayectos que prestan servicio al Hospital de Torrejón (sólo de lunes a viernes laborables), o se adentran en las urbanizaciones Jardín de Serracines y Paraje del Arzobispo situadas en Fresno de Torote.
Al contrario que a la ida, las expediciones procedentes desde Alcalá de Henares (o Valdeavero o Ribatejada en los trayectos reducidos) sí se adentran en el casco urbano de Daganzo de Arriba, siendo las expediciones de ida procedentes de Torrejón de Ardoz realizando paradas únicamente en la carretera M-113. Algunas expediciones de vuelta hacia Torrejón de Ardoz deliberadamente omiten circular por el casco urbano de Daganzo de Arriba.
En sus orígenes, la línea tenía su cabecera en el Intercambiador de Avenida de América, denominándose 251 Madrid (Avenida de América) - Torrejón - Valdeavero - Alcalá. Esto cambió entre septiembre de 2004 y diciembre de 2005, junto con la línea 252 que también tenía su cabecera en Madrid en sus orígenes.
Esta línea es de las pocas que poseen unas tarifas especiales al circular fuera de la Comunidad de Madrid. Además de esta condición y a pesar de que se permite utilizar el Abono Transporte en la zona tarifaria E1, existen restricciones especiales para los ámbitos de validez:
- No se permiten los viajes dentro de la propia zona, es decir, viajes con origen y destino la zona E1.

Estas restricciones no existen a la hora de abonar billetes sencillos.
Existe una peculiaridad con las tarifas de la línea, referente a las zonas tarifarias que recorre. Comienza en la corona tarifaria B2 en Torrejón de Ardoz y finaliza en dicha corona tarifaria B3 en Alcalá de Henares, pero existen municipios del recorrido intermedios que se encuentran en la corona tarifaria C1. Se trata de las pocas líneas interurbanas que discurren por una corona tarifaria superior a su cabecera y terminal. Debido a las normas de autobuses interurbanos, en aquellas líneas que entren y salgan de una corona tarifaria, los viajeros deberán abonar el billete correspondiente a la zona superior (siempre que dicha línea realice parada en dicha corona).
Es por esto que aunque la cabecera y terminal de la línea se encuentren en la corona B2 y B3 respectivamente, se aplicará la tarifa de la zona C1 independientemente que el usuario realice el viaje entre la cabecera y terminal de la línea.
Siguiendo la numeración de líneas del CRTM, las líneas que circulan por el corredor 2 son aquellas que dan servicio a los municipios situados en torno a la A-2 y comienzan con un 2. Aquellas numeradas dentro de la decena 250 corresponden a aquellas que circulan entre Torrejón de Ardoz y Alcalá de Henares recorriendo municipios al norte de los mismos.
La línea mantiene los mismos horarios todo el año (exceptuando las vísperas de festivo y festivos de Navidad).
Está operada por la empresa ALSA mediante la concesión administrativa VCM-203 - Madrid - Paracuellos de Jarama - Valdeavero (Viajeros Comunidad de Madrid) del Consorcio Regional de Transportes de Madrid.

### Sublíneas
Aquí se recogen todas las distintas sublíneas que ha tenido la línea 251, incluyendo aquellas dadas de baja. La denominación de sublíneas que utiliza el CRTM es la siguiente:
- Número de línea (251)
- Sentido de circulación (1 ida, 2 vuelta)
- Número de sublínea

Por ejemplo, la sublínea 251109 corresponde a la línea 251, sentido 1 (ida) y el número 09 de numeración de sublíneas creadas hasta la fecha.
La sublínea marcada en negrita corresponde a una sublínea que actualmente se encuentra dada de baja y se desconoce su ruta y denominación.
| Ida    | Ruta                          | Itinerario                                           | Vuelta | Ruta                              | Itinerario                                                      |
| 251101 | -                             | Torrejón - Valdeavero - Alcalá                       | 251201 | -                                 | Alcalá - Valdeavero - Torrejón                                  |
| 251102 | va                            | Torrejón - Valdeavero                                | 251202 | va                                | Valdeavero - Torrejón                                           |
| 251103 | r                             | Torrejón - Ribatejada                                | 251203 | No existe la ruta "r" de vuelta   | No existe la ruta "r" de vuelta                                 |
| 251104 | Desconocido                   | Desconocido                                          | 251204 | Desconocido                       | Desconocido                                                     |
| 251105 | vsa                           | Torrejón - Valdeavero, por urbanizaciones            | 251205 | vsa                               | Valdeavero - Torrejón, por urbanizaciones                       |
| 251106 | rh                            | Torrejón (Hospital) - Ribatejada                     | 251206 | rh                                | Ribatejada - Torrejón (Hospital)                                |
| 251107 | rsd                           | Torrejón - Ribatejada, por urbanizaciones            | 251207 | rsd                               | Ribatejada - Torrejón, sin paso por Daganzo, por urbanizaciones |
| 251108 | No existe la ruta "rd" de ida | No existe la ruta "rd" de ida                        | 251208 | rd                                | Ribatejada - Torrejón, sin paso por Daganzo                     |
| 251109 | rsh                           | Torrejón (Hospital) - Ribatejada, por urbanizaciones | 251209 | No existe la ruta "rsh" de vuelta | No existe la ruta "rsh" de vuelta                               |

### Material móvil
Esta línea suele ser prestada con autobuses Sunsundegui SB3 y Mercedes Castrosua Magnus Evolution.

## Horarios
Los horarios que no sean cabecera son aproximados.
| Lunes a viernes laborables              |                                |                                |                                |                                |                                |                                |                                |                                |                                |                                |                                |                                |                                |                                |                                |                                |                                |                                |                                |
| Torrejón > Valdeavero > Alcalá          | Torrejón > Valdeavero > Alcalá | Torrejón > Valdeavero > Alcalá | Torrejón > Valdeavero > Alcalá | Torrejón > Valdeavero > Alcalá | Torrejón > Valdeavero > Alcalá | Torrejón > Valdeavero > Alcalá | Torrejón > Valdeavero > Alcalá | Torrejón > Valdeavero > Alcalá | Torrejón > Valdeavero > Alcalá | Alcalá > Valdeavero > Torrejón | Alcalá > Valdeavero > Torrejón | Alcalá > Valdeavero > Torrejón | Alcalá > Valdeavero > Torrejón | Alcalá > Valdeavero > Torrejón | Alcalá > Valdeavero > Torrejón | Alcalá > Valdeavero > Torrejón | Alcalá > Valdeavero > Torrejón | Alcalá > Valdeavero > Torrejón | Alcalá > Valdeavero > Torrejón |
| Hosp. Torrejón                          | Torrejón                       | Ajalvir                        | Daganzo                        | Fresno Torote                  | Ribatejada                     | Torrejón Rey                   | Valdeavero                     | Camarma                        | Alcalá H.                      | Alcalá H.                      | Camarma                        | Valdeavero                     | Torrejón Rey                   | Ribatejada                     | Fresno Torote                  | Daganzo                        | Ajalvir                        | Torrejón                       | Hosp. Torrejón                 |
|                                         | 06:10                          | 06:25                          | 06:30                          | 06:35                          | 06:45                          |                                |                                |                                |                                |                                |                                |                                |                                | 06:50                          | 07:00                          | 07:06                          | 07:16                          | 07:39                          | 07:49                          |
| 08:00                                   | 08:10                          | 08:25                          | 08:30                          | 08:35                          | 08:45                          | 06:40                          | 07:00                          | 07:12                          | 07:15                          | 07:40                          | 07:50                          | 07:56                          | 08:06                          | 08:29                          |                                |                                |                                |                                |                                |
|                                         | 08:45                          | 09:00                          | 09:05                          | 09:10                          | 09:20                          | 09:45                          | 09:48                          | 10:00                          | 10:30                          |                                |                                |                                |                                | 09:00                          | 09:15                          | 09:21                          | 09:26                          | 09:49                          |                                |
| 09:55                                   | 10:10                          | 10:15                          | 10:20                          | 10:30                          |                                |                                |                                |                                | 10:35                          | 10:45                          | 10:51                          | 10:56                          | 11:19                          |                                |                                |                                |                                |                                |                                |
| 11:30                                   | 11:45                          | 11:50                          | 11:55                          | 12:15                          | 11:00                          | 11:20                          | 12:32                          | 11:35                          | 12:00                          | 12:10                          | 12:16                          | 12:26                          | 12:49                          |                                |                                |                                |                                |                                |                                |
| 13:00                                   | 13:15                          | 13:20                          | 13:25                          | 13:35                          | 14:00                          | 14:03                          | 14:15                          | 14:45                          |                                |                                |                                |                                | 12:20                          | 12:30                          | 12:36                          | 12:46                          | 13:09                          | 13:19                          |                                |
| 13:20                                   | 13:30                          | 13:45                          | 13:50                          | 13:55                          | 14:05                          |                                |                                |                                |                                | 14:15                          | 14:30                          | 14:36                          | 14:41                          | 15:04                          |                                |                                |                                |                                |                                |
|                                         | 15:15                          | 15:30                          | 15:35                          | 15:40                          | 15:50                          | 16:00                          | 16:10                          | 16:16                          | 16:21                          | 16:44                          |                                |                                |                                |                                |                                |                                |                                |                                |                                |
| 16:45                                   | 17:00                          | 17:05                          | 17:10                          | 17:20                          | 15:30                          | 15:50                          | 16:02                          | 16:05                          | 16:30                          | 16:40                          | 16:46                          | 16:56                          | 17:19                          |                                |                                |                                |                                |                                |                                |
| 17:45                                   | 18:00                          | 18:05                          | 18:10                          | 18:20                          | 18:45                          | 18:48                          | 19:00                          | 19:30                          |                                |                                |                                |                                | 17:30                          | 17:40                          | 17:46                          | 17:56                          | 18:19                          | 18:29                          |                                |
| 18:40                                   | 18:50                          | 19:05                          | 19:10                          | 19:15                          | 19:35                          |                                |                                |                                |                                | 19:50                          | 20:00                          | 20:06                          | 20:11                          | 20:34                          |                                |                                |                                |                                |                                |
|                                         | 20:35                          | 20:50                          | 20:55                          | 21:00                          | 21:15                          | 20:00                          | 20:20                          | 20:32                          | 20:35                          | 21:00                          | 21:10                          | 21:16                          | 21:26                          | 21:49                          |                                |                                |                                |                                |                                |
| 21:50                                   | 22:05                          | 22:10                          | 22:15                          | 22:25                          | 22:50                          | 22:53                          | 23:05                          | 23:35                          |                                |                                |                                |                                | 21:35                          | 21:45                          | 21:51                          | 21:56                          | 22:19                          |                                |                                |
| 22:25                                   | 22:40                          | 22:45                          | 22:50                          | 23:00                          |                                |                                |                                |                                | 23:10                          | 23:20                          | 23:26                          | 23:31                          | 23:54                          |                                |                                |                                |                                |                                |                                |
| Sábados laborables, domingos y festivos |                                |                                |                                |                                |                                |                                |                                |                                |                                |                                |                                |                                |                                |                                |                                |                                |                                |                                |                                |
| Torrejón > Valdeavero > Alcalá          | Torrejón > Valdeavero > Alcalá | Torrejón > Valdeavero > Alcalá | Torrejón > Valdeavero > Alcalá | Torrejón > Valdeavero > Alcalá | Torrejón > Valdeavero > Alcalá | Torrejón > Valdeavero > Alcalá | Torrejón > Valdeavero > Alcalá | Torrejón > Valdeavero > Alcalá | Torrejón > Valdeavero > Alcalá | Valdeavero > Torrejón          | Valdeavero > Torrejón          | Valdeavero > Torrejón          | Valdeavero > Torrejón          | Valdeavero > Torrejón          | Valdeavero > Torrejón          | Valdeavero > Torrejón          | Valdeavero > Torrejón          | Valdeavero > Torrejón          | Valdeavero > Torrejón          |
| Hosp. Torrejón                          | Torrejón                       | Ajalvir                        | Daganzo                        | Fresno Torote                  | Ribatejada                     | Torrejón Rey                   | Valdeavero                     | Camarma                        | Alcalá H.                      | Alcalá H.                      | Camarma                        | Valdeavero                     | Torrejón Rey                   | Ribatejada                     | Fresno Torote                  | Daganzo                        | Ajalvir                        | Torrejón                       | Hosp. Torrejón                 |
|                                         | 08:30                          | 08:45                          | 08:50                          | 08:55                          | 09:05                          | 09:30                          | 09:33                          |                                |                                |                                |                                | 09:35                          | 09:37                          | 10:02                          | 10:16                          | 10:22                          | 10:32                          | 10:42                          |                                |
| 11:00                                   | 11:15                          | 11:20                          | 11:25                          | 11:35                          | 12:00                          | 12:03                          | 12:30                          | 12:32                          | 12:57                          | 13:11                          | 13:17                          | 13:27                          | 13:37                          |                                |                                |                                |                                |                                |                                |
| 14:30                                   | 14:45                          | 14:50                          | 14:55                          | 15:10                          | 15:30                          | 15:33                          | 16:30                          | 16:32                          | 16:57                          | 17:11                          | 17:17                          | 17:27                          | 17:37                          |                                |                                |                                |                                |                                |                                |
| 18:15                                   | 18:30                          | 18:35                          | 18:40                          | 18:55                          | 19:15                          | 19:18                          | 20:00                          | 20:02                          | 20:27                          | 20:41                          | 20:47                          | 20:57                          | 21:07                          |                                |                                |                                |                                |                                |                                |
| 21:45                                   | 22:00                          | 22:05                          | 22:10                          | 22:20                          | 22:45                          | 22:48                          | 23:00                          | 23:35                          |                                |                                |                                |                                |                                |                                |                                |                                |                                |                                |                                |

1. 1 2 3 4 5 6  Hasta/desde Ribatejada
2. 1 2 3 4 5  Hasta/desde Ribatejada y hasta/desde el Hospital de Torrejón
3. 1 2  Hasta/desde Ribatejada, sin paso por Daganzo de Arriba, por urbanizaciones Jardín de Serracines y Paraje del Arzobispo
4. 1 2 3 4 5  Hasta/desde Ribatejada, sin paso por Daganzo de Arriba
5. ↑  Hasta/desde Ribatejada, por urbanizaciones Jardín de Serracines y Paraje del Arzobispo
6. ↑  Desde el Hospital de Torrejón, hasta Ribatejada, por urbanizaciones Jardín de Serracines y Paraje del Arzobispo
7. 1 2 3 4  Hasta/desde Valdeavero
8. 1 2 3 4  Hasta/desde Valdeavero, por urbanizaciones Jardín de Serracines y Paraje del Arzobispo

## Recorrido y paradas

### Sentido Alcalá de Henares
La línea inicia su recorrido en la Avenida de las Fronteras de Torrejón de Ardoz, punto donde tiene correspondencia con la línea 252 (comparten ambas cabeceras y recorrido idéntico hasta la entrada de Daganzo de Arriba), líneas urbanas de Torrejón y líneas interurbanas. Tiene 1 parada más en esta avenida antes de abandonar el casco urbano por la carretera M-108, en la que tiene 9 paradas antes de entrar en el casco urbano de Ajalvir. Dentro del casco urbano de Ajalvir circula por las travesías de la carretera M-113 (3 paradas). A continuación, la línea llega a Daganzo de Arriba, donde tiene 3 paradas en la travesía sin entrar en el casco urbano.
Sale de Daganzo de Arriba por la carretera M-113 en dirección a Fresno de Torote y Ribatejada, donde tiene 1 parada en la travesía de Fresno de Torote y 4 paradas en las afueras de las urbanizaciones Jardín de Serracines y Paraje del Arzobispo. Algunas expediciones se desvían de la M-113 para circular por el interior de dichas urbanizaciones. Desde aquí continúa por la M-113, adentrándose en el casco urbano de Ribatejada y parando en la plaza mayor. Aquí es donde finalizan la mayoría de las expediciones de lunes a viernes laborables.
Saliendo de Ribatejada, realiza una parada adicional en la M-113 en la Urbanización El Paraíso antes de abandonar la Comunidad de Madrid y entrar en Guadalajara. Por la carretera N-320 circula brevemente antes de adentrarse en la urbanización Parque de las Castillas, situada en el término municipal de Torrejón del Rey y realizando un total de 8 paradas en la urbanización. Retoma la carretera N-320 hacia el casco urbano de Torrejón del Rey donde realiza 2 paradas.
Adentrándose de vuelta en la Comunidad de Madrid, se desvía por la carretera M-119 en dirección a Alcalá de Henares. Por esta carretera llega a Valdeavero, parando en la Calle de la Fragua, estando aquí la cabecera de las expediciones de sábados laborables, domingos y festivos, (excepto una). Aquellas expediciones que siguen más allá tienen una parada en la carretera M-119 junto a la Urbanización la Cardosa, dentro del término municipal de Valdeavero.
Siguiendo por esta carretera, la línea llega a Camarma de Esteruelas, que antes de entrar en el casco urbano realiza una parada en la carretera M-119 junto a la urbanización El Practicante. Llegando al caso urbano, realiza 6 paradas antes de continuar por la carretera M-119 hacia los polígonos industriales y Alcalá de Henares. Realiza 3 paradas adicionales dando servicio a los polígonos industriales de la zona.
Entrando en Alcalá de Henares, circula por la Avenida del Doctor Marañón (1 parada) hasta llegar a la Glorieta del Chorrillo (1 parada). Desde esta glorieta toma la Calle Luis Astrana Marín (1 parada) hasta llegar a la Vía Complutense, que recorre hasta el Barrio de Ledesma y finaliza aquí su trayecto.
| Código | Zona | Localidad             | Denominación                                           | Ubicación                      | Líneas de la parada                                 |
| --- | ---- | --------------------- | ------------------------------------------------------ | ------------------------------ | --------------------------------------------------- |
| Cabecera de los servicios que proceden del Hospital de Torrejón                                                   |      |                       |                                                        |                                |                                                     |
| 18653 |      | Torrejón de Ardoz     | Calle Mateo Inurria - Hospital de Torrejón             | Calle Mateo Inurria S/N.º      | 224 251                                             |
| Paradas del itinerario normal                                                                                     |      |                       |                                                        |                                |                                                     |
| 09393 |      | Torrejón de Ardoz     | Terminal Avenida de las Fronteras                      | Avenida de las Fronteras Nº2B  | 251 252 VAC-0224                                    |
| 06903 |      | Torrejón de Ardoz     | Avenida de las Fronteras - Calle de Madrid             | Avenida de las Fronteras Nº16  | 215 223 224 224A 251 252 261824 N202 VAC-2431B 4 5B |
| 11181 |      | Torrejón de Ardoz     | C.C. Parque Corredor                                   | Carretera de Ajalvir S/N.º     | 215 251 252 4                                       |
| 10088 |      | Torrejón de Ardoz     | Carretera M-108 - Aeroespacial INTA                    | M-108 km. 2,9                  | 215 251 252                                         |
| 15393 |      | Torrejón de Ardoz     | Carretera M-108 - Brigada Paracaidista                 | M-108 S/N.º                    | 215 251 252                                         |
| 15398 |      | Ajalvir               | Carretera M-108 - Polígono Industrial Conmar           | M-108 km. 4,6                  | 215 251 252                                         |
| 12099 |      | Ajalvir               | Carretera M-108 - Testigos de Jehová                   | M-108 km. 4,8                  | 215 251 252                                         |
| 10090 |      | Ajalvir               | Carretera M-108 - Polígono Industrial Ramarga          | M-108 S/N.º                    | 215 251 252                                         |
| 10092 |      | Ajalvir               | Carretera M-108 - Polígono Industrial Las Marineras    | M-108 S/N.º                    | 215 251 252                                         |
| 10830 |      | Ajalvir               | Carretera M-114 - Polígono Industrial El Cabril        | M-114 km. 0,4                  | 251 252                                             |
| 12314 |      | Ajalvir               | Antigua M-114 - Polígono Industrial Los Tres           | M-114 km. 1,7                  | 251 252                                             |
| 10084 |      | Ajalvir               | Carretera de Daganzo - Carretera de Cobeña             | M-113 Nº4                      | 215 251 252 254 256 FS2 N204                        |
| 15773 |      | Ajalvir               | Ajalvir - Carretera de Daganzo                         | M-113 km. 8,6                  | 215 251 252 254 256 FS2 N204                        |
| 12103 |      | Ajalvir               | Carretera de Daganzo - Urbanización La Ermita          | M-113 km. 9                    | 215 251 252 254 256 FS2 N204                        |
| 09532 |      | Daganzo de Arriba     | Carretera de Ajalvir - Polígono Industrial Gitesa      | M-113 km. 10,1                 | 251 252 254 256 FS2 N204                            |
| 07404 |      | Daganzo de Arriba     | Daganzo de Arriba - Glorieta de Alcalá                 | M-113 km. 10,6                 | 251 252 254 256 FS2 N204                            |
| 15549 |      | Daganzo de Arriba     | Carretera de Fresno - Camino del Cementerio            | M-113 km. 10,9                 | 251 256                                             |
| 10419 |      | Fresno de Torote      | Carretera M-113 - Fresno de Torote                     | M-113 km. 17,3                 | 251 256                                             |
| 09654 |      | Fresno de Torote      | Carretera M-113 - Urbanización Serracines I            | M-113 Nº60                     | 251 256                                             |
| 10417 |      | Fresno de Torote      | Carretera M-113 - Urbanización Serracines II           | M-113 Nº32                     | 251 256                                             |
| 10416 |      | Fresno de Torote      | Carretera M-113 - Jardín de Serracines                 | M-113 Nº2                      | 251 256                                             |
| Paradas realizadas por los servicios que pasan por las urbanizaciones Jardín de Serracines y Paraje del Arzobispo |      |                       |                                                        |                                |                                                     |
| 19353 |      | Fresno de Torote      | Calle Principal - Calle de la Paloma                   | Calle Principal Nº11           | 251                                                 |
| 19355 |      | Fresno de Torote      | Calle Principal Nº38                                   | Calle Principal Nº36           | 251                                                 |
| 19388 |      | Fresno de Torote      | Calle Principal - Calle de los Sisones                 | Calle Principal Nº39           | 251                                                 |
| 19357 |      | Fresno de Torote      | Calle Principal - Calle del Zorzales                   | Calle Principal Nº58           | 251                                                 |
| 19359 |      | Fresno de Torote      | Calle del Zorzales - Calle de las Golondrinas          | Calle del Zorzales Nº15        | 251                                                 |
| 19361 |      | Fresno de Torote      | Calle de León - Calle de Córdoba                       | Calle de León Nº18             | 251                                                 |
| 19363 |      | Fresno de Torote      | Calle de León - Avenida Principal                      | Calle de León Nº5              | 251                                                 |
| 19365 |      | Fresno de Torote      | Avenida Principal - Calle de Salamanca                 | Avenida Principal Nº7          | 251                                                 |
| 19367 |      | Fresno de Torote      | Avenida Principal - Calle de Madrid                    | Avenida Principal Nº1          | 251                                                 |
| Los servicios que pasan por las urbanizaciones no realizan la siguiente parada                                    |      |                       |                                                        |                                |                                                     |
| 10415 |      | Fresno de Torote      | Carretera M-113 - Urbanización Paraje del Arzobispo    | M-113 km. 22,8                 | 251 256                                             |
| Paradas del itinerario normal                                                                                     |      |                       |                                                        |                                |                                                     |
| 09793 |      | Ribatejada            | Ribatejada - Calle de la Concepción                    | Calle de la Concepción Nº1     | 251 256                                             |
| Los servicios hasta Ribatejada finalizan aquí                                                                     |      |                       |                                                        |                                |                                                     |
| 12420 |      | Ribatejada            | Carretera M-113 - Urbanización El Paraíso              | Calle los Cerrillos Nº1        | 251 256                                             |
| 18856 |      | Torrejón del Rey      | Carretera N-320 - Urbanización Parque de las Castillas | N-320 S/N.º                    | 251 256                                             |
| 15788 |      | Torrejón del Rey      | Avenida de los Castillos - Castillo de Peñafiel        | Avenida de Castilla S/N.º      | 251 256                                             |
| 15841 |      | Torrejón del Rey      | Avenida de Guadalajara - Calle Jadraque                | Avenida de Guadalajara S/N.º   | 251 256                                             |
| 15794 |      | Torrejón del Rey      | Avenida de Guadalajara - Calle del Río Tajuña          | Avenida de Guadalajara S/N.º   | 251 256                                             |
| 15796 |      | Torrejón del Rey      | Glorieta del Río Júcar - Club Social                   | Glorieta del Río Júcar S/N.º   | 251 256                                             |
| 15795 |      | Torrejón del Rey      | Avenida de Guadalajara - Calle del Río Tajuña          | Avenida de Guadalajara S/N.º   | 251 256                                             |
| 15790 |      | Torrejón del Rey      | Avenida de Guadalajara - Calle Jadraque                | Avenida de Guadalajara S/N.º   | 251 256                                             |
| 15787 |      | Torrejón del Rey      | Avenida de los Castillos - Castillo de Peñafiel        | Avenida de Castilla S/N.º      | 251 256                                             |
| 15842 |      | Torrejón del Rey      | Carretera de Alcalá - Torrejón del Rey                 | Carretera de Alcalá S/N.º      | 251 255 256                                         |
| 19259 |      | Torrejón del Rey      | Carretera de Alcalá - Urbanización de las Eras         | Carretera de Alcalá S/N.º      | 251 255 256                                         |
| 09802 |      | Valdeavero            | Valdeavero - Calle de la Fragua                        | Calle de la Fragua Nº41        | 251 255 256                                         |
| Los servicios hasta Valdeavero finalizan aquí                                                                     |      |                       |                                                        |                                |                                                     |
| 10068 |      | Valdeavero            | Carretera M-119 - Urbanización La Cardosa              | Avenida de la Cardosa Nº41     | 251 255                                             |
| 10825 |      | Camarma de Esteruelas | Carretera M-119 - Urbanización El Practicante          | Calle del Ruiseñor Nº1         | 251 255                                             |
| 12753 |      | Camarma de Esteruelas | Urbanización Nuevo Camarma - Avenida de la Complutense | Avenida de la Complutense Nº52 | 251 255                                             |
| 12793 |      | Camarma de Esteruelas | Avenida de la Complutense - Calle de Enrique Moya      | Avenida de la Complutense Nº30 | 251 255                                             |
| 12794 |      | Camarma de Esteruelas | Carretera de Valdeavero - Urbanización El Coto         | M-119 km. 5,9                  | 251 255                                             |
| 10064 |      | Camarma de Esteruelas | Calle de Antonio Moya - Carretera de Valdeavero        | Calle de Antonio Moya Nº15     | 251 255                                             |
| 11029 |      | Camarma de Esteruelas | Camarma de Esteruelas - Ayuntamiento                   | Plaza del Paseo Nº1            | 251 255                                             |
| 10823 |      | Camarma de Esteruelas | Camino de Alcalá - Parque                              | Camino de Alcalá Nº44          | 251 255                                             |
| 10822 |      | Camarma de Esteruelas | Calle Gran Vía - Polígono Industrial Alcamar           | Calle Gran Vía Nº11            | 251 255                                             |
| 11416 |      | Camarma de Esteruelas | Carretera M-119 - Polígono Industrial Alcamar          | M-119 km. 4                    | 251 255                                             |
| 20813 |      | Camarma de Esteruelas | Calle Henares - Polígono Industrial La Raya            | Calle Henares Nº1              | 251 255                                             |
| 11429 |      | Alcalá de Henares     | Avenida de Doctor Marañón - Calle de Santorcaz         | Avenida de Doctor Marañón Nº7  | 251 255                                             |
| 06961 |      | Alcalá de Henares     | Avenida de Daganzo - Glorieta del Chorrillo            | Avenida de Daganzo S/N.º       | 227 251 252 254 255 FS2 7 9 11                      |
| 10066 |      | Alcalá de Henares     | Calle Luis Astrana Marín - Parque O'Donnell            | Calle Luis Astrana Marín Nº10  | 251 252 254 255 FS2 11                              |
| 19419 |      | Alcalá de Henares     | Vía Complutense - Calle de la Ribera                   | Vía Complutense Nº46           | 223 231 232 251 252 254 255 FS2 N200 VAC-243        |
| 12785 |      | Alcalá de Henares     | Vía Complutense - Calle Tuy                            | Vía Complutense Nº78           | 223 231 232 251 252 254 255 824 FS2 N200 N202 11    |
| 12783 |      | Alcalá de Henares     | Vía Complutense - Calle Barrio Ledesma                 | Vía Complutense Nº118          | 223231232251252254255824 FS2 N200N202 11            |

1. ↑  No permite el tráfico entre Madrid y Torrejón de Ardoz
2. 1 2 3 4 5 6 7 8 9 10  Sólo permite el descenso de viajeros
3. ↑  Sólo permite la subida de viajeros

### Sentido Torrejón de Ardoz
El recorrido en sentido Torrejón de Ardoz es igual al de ida pero en sentido contrario excepto en determinados puntos:
- En Daganzo de Arriba circula por el centro del pueblo, en vez de parar en la M-113.

| Código | Zona | Localidad             | Denominación                                                 | Ubicación                          | Líneas de la parada                               |
| --- | ---- | --------------------- | ------------------------------------------------------------ | ---------------------------------- | ------------------------------------------------- |
| 12782 |      | Alcalá de Henares     | Vía Complutense - Calle Barrio Ledesma                       | Vía Complutense Nº111              | 223 231 232 251 252 254 255 824 FS2 N200 N202 11  |
| 12784 |      | Alcalá de Henares     | Vía Complutense - Calle Tuy                                  | Vía Complutense Nº103              | 223 231 232 251 252 254 255 824 FS2 N200 N202 11  |
| 19416 |      | Alcalá de Henares     | Vía Complutense - Calle de Brihuega                          | Vía Complutense Nº51               | 223 231 232 251 252 254 255 FS2 N200 N202         |
| 12655 |      | Alcalá de Henares     | Calle Luis Astrana Marín - Calle de Andrés Llorente          | Calle Luis Astrana Marín Nº11      | 251 252 254 255 FS2 11                            |
| 06960 |      | Alcalá de Henares     | Avenida de Daganzo - Glorieta del Chorrillo                  | Avenida de Daganzo Nº2A            | 06960 A 251 255 1A 7 06960 B 227 252 254 FS2 9 11 |
| 11430 |      | Alcalá de Henares     | Avenida de Doctor Marañón - Calle de Nuevo Baztán            | Avenida de Doctor Marañón Nº8      | 251 255 1A 7                                      |
| 20812 |      | Camarma de Esteruelas | Calle Henares - Polígono Industrial La Raya                  | Calle Henares Nº1                  | 251 255                                           |
| 11415 |      | Camarma de Esteruelas | Carretera M-119 - Polígono Industrial Alcamar                | M-119 km. 4                        | 251 255                                           |
| 11414 |      | Camarma de Esteruelas | Calle Gran Vía - Polígono Industrial Alcamar                 | Calle Gran Vía Nº11                | 251 255                                           |
| 10405 |      | Camarma de Esteruelas | Camino de Alcalá - Parque                                    | Camino de Alcalá Nº46              | 251 255                                           |
| 10198 |      | Camarma de Esteruelas | Camarma de Esteruelas - Ayuntamiento                         | Plaza del Paseo Nº19               | 251 255                                           |
| 10059 |      | Camarma de Esteruelas | Calle de Antonio Moya - Carretera de Valdeavero              | Calle de Antonio Moya Nº12         | 251 255                                           |
| 12795 |      | Camarma de Esteruelas | Carretera de Valdeavero - Urbanización El Coto               | Carretera de Valdeavero Nº9        | 251 255                                           |
| 10067 |      | Camarma de Esteruelas | Avenida de la Complutense - Calle de Enrique Moya            | Avenida de la Complutense Nº26     | 251 255                                           |
| 12754 |      | Camarma de Esteruelas | Urbanización Nuevo Camarma - Avenida de la Complutense       | Avenida de la Complutense Nº54     | 251 255                                           |
| 10825 |      | Camarma de Esteruelas | Carretera M-119 - Urbanización El Practicante                | Calle del Ruiseñor Nº1             | 251 255                                           |
| 10068 |      | Valdeavero            | Carretera M-119 - Urbanización La Cardosa                    | Avenida de la Cardosa Nº41         | 251 255                                           |
| Los servicios desde Valdeavero comienzan aquí                                                                     |      |                       |                                                              |                                    |                                                   |
| 09802 |      | Valdeavero            | Valdeavero - Calle de la Fragua                              | Calle de la Fragua Nº41            | 251 255 256                                       |
| 19258 |      | Torrejón del Rey      | Carretera de Alcalá - Urbanización de las Eras               | Carretera de Alcalá S/N.º          | 251 255 256                                       |
| 18827 |      | Torrejón del Rey      | Carretera de Alcalá - Torrejón del Rey                       | Carretera de Alcalá S/N.º          | 251 255 256                                       |
| 15788 |      | Torrejón del Rey      | Avenida de los Castillos - Castillo de Peñafiel              | Avenida de Castilla S/N.º          | 251 256                                           |
| 15841 |      | Torrejón del Rey      | Avenida de Guadalajara - Calle Jadraque                      | Avenida de Guadalajara S/N.º       | 251 256                                           |
| 15794 |      | Torrejón del Rey      | Avenida de Guadalajara - Calle del Río Tajuña                | Avenida de Guadalajara S/N.º       | 251 256                                           |
| 15796 |      | Torrejón del Rey      | Glorieta del Río Júcar - Club Social                         | Glorieta del Río Júcar S/N.º       | 251 256                                           |
| 15795 |      | Torrejón del Rey      | Avenida de Guadalajara - Calle del Río Tajuña                | Avenida de Guadalajara S/N.º       | 251 256                                           |
| 15790 |      | Torrejón del Rey      | Avenida de Guadalajara - Calle Jadraque                      | Avenida de Guadalajara S/N.º       | 251 256                                           |
| 15787 |      | Torrejón del Rey      | Avenida de los Castillos - Castillo de Peñafiel              | Avenida de Castilla S/N.º          | 251 256                                           |
| 18857 |      | Torrejón del Rey      | Carretera N-320 - Urbanización Parque de las Castillas       | N-320 S/N.º                        | 251 256                                           |
| 12419 |      | Ribatejada            | Carretera M-113 - Urbanización El Paraíso                    | M-113 Nº13                         | 251 256                                           |
| Los servicios desde Ribatejada comienzan aquí                                                                     |      |                       |                                                              |                                    |                                                   |
| 09793 |      | Ribatejada            | Ribatejada - Calle de la Concepción                          | Calle de la Concepción Nº1         | 251 256                                           |
| Los servicios que pasan por las urbanizaciones no realizan la siguiente parada                                    |      |                       |                                                              |                                    |                                                   |
| 09794 |      | Fresno de Torote      | Carretera M-113 - Urbanización Paraje del Arzobispo          | M-113 km. 22,8                     | 251 256                                           |
| Paradas realizadas por los servicios que pasan por las urbanizaciones Paraje del Arzobispo y Jardín de Serracines |      |                       |                                                              |                                    |                                                   |
| 19368 |      | Fresno de Torote      | Avenida Principal - Calle de Madrid                          | Avenida Principal Nº1              | 251                                               |
| 19366 |      | Fresno de Torote      | Avenida Principal - Calle de Cuenca                          | Avenida Principal Nº7              | 251                                               |
| 19364 |      | Fresno de Torote      | Calle de León - Avenida Principal                            | Calle de León Nº2                  | 251                                               |
| 19362 |      | Fresno de Torote      | Calle de León - Calle de Córdoba                             | Calle de León Nº20                 | 251                                               |
| 19360 |      | Fresno de Torote      | Calle del Zorzales - Calle de las Golondrinas                | Calle del Zorzales Nº18            | 251                                               |
| 19358 |      | Fresno de Torote      | Calle Principal - Calle del Zorzales                         | Calle Principal Nº60               | 251                                               |
| 19389 |      | Fresno de Torote      | Calle Principal - Calle de los Sisones                       | Calle Principal Nº39               | 251                                               |
| 19356 |      | Fresno de Torote      | Calle Principal Nº25                                         | Calle Principal Nº23               | 251                                               |
| 19354 |      | Fresno de Torote      | Calle Principal - Calle de la Paloma                         | Calle Principal Nº11               | 251                                               |
| Paradas del itinerario normal                                                                                     |      |                       |                                                              |                                    |                                                   |
| 09650 |      | Fresno de Torote      | Carretera M-113 - Jardín de Serracines                       | M-113 km. 22                       | 251 256                                           |
| 09651 |      | Fresno de Torote      | Carretera M-113 - Urbanización Los Olmos                     | M-113 Nº3                          | 251 256                                           |
| 09652 |      | Fresno de Torote      | Carretera M-113 - Urbanización Serracines I                  | M-113 km. 20,7                     | 251 256                                           |
| 09653 |      | Fresno de Torote      | Carretera M-113 - Fresno de Torote                           | M-113 km. 17,2                     | 251 256                                           |
| Los servicios que no pasan por Daganzo de Arriba no realizan las siguientes paradas                               |      |                       |                                                              |                                    |                                                   |
| 12628 |      | Daganzo de Arriba     | Calle del Niño - Plaza del Mesón de la Fuente                | Calle del Niño Nº1                 | 251 252 256 N204                                  |
| 20261 |      | Daganzo de Arriba     | Camino de Fresno de Torote - Calle de Oriente                | Camino de Fresno de Torote Nº6     | 251 252 256 N204                                  |
| 20365 |      | Daganzo de Arriba     | Calle de José Luis Garci - Calle de Carmen Amaya             | Calle de José Luis Garci Nº6A      | 251 252 256 N204                                  |
| 20262 |      | Daganzo de Arriba     | Avenida de la Circunvalación - Calle de Oriente              | Avenida de la Circunvalación S/N.º | 251 252 256 N204                                  |
| 17273 |      | Daganzo de Arriba     | Avenida de la Circunvalación - Avenida de las Lomas          | Avenida de la Circunvalación Nº7   | 251 252 256 N204                                  |
| 17274 |      | Daganzo de Arriba     | Calle Valdidueñas - Parque Lomas Altas                       | Calle Valdidueñas Nº40             | 251 252 256 N204                                  |
| 15550 |      | Daganzo de Arriba     | Avenida del Conde de Coruña - Calle Valdidueñas              | Avenida del Conde de Coruña Nº89   | 251 252 256 N204                                  |
| 15551 |      | Daganzo de Arriba     | Carretera de Cobeña - Calle de los Hermanos Álvarez Quintero | M-118 km. 4,4                      | 251 252 256 N204                                  |
| Paradas del itinerario normal                                                                                     |      |                       |                                                              |                                    |                                                   |
| 07403 |      | Daganzo de Arriba     | Daganzo de Arriba - Glorieta de Alcalá                       | M-113 km. 10,6                     | 251 252 254 256 FS2 N204                          |
| 09533 |      | Daganzo de Arriba     | Carretera de Ajalvir - Polígono Industrial Gitesa            | M-113 km. 10                       | 251 252 254 256 FS2 N204                          |
| 12104 |      | Ajalvir               | Carretera de Daganzo - Ermita de San Roque                   | M-113 km. 9                        | 215 251 252 254 256 FS2 N204                      |
| 15657 |      | Ajalvir               | Ajalvir - Carretera de Daganzo                               | M-113 Nº27                         | 215 251 252 254 256 FS2 N204                      |
| 09008 |      | Ajalvir               | Carretera de Daganzo - Carretera de Cobeña                   | M-113 Nº1                          | 215 251 252 254 256 FS2 N204                      |
| 10098 |      | Ajalvir               | Antigua M-114 - Polígono Industrial Los Olivos               | M-114 km. 0,8                      | 251 252                                           |
| 10253 |      | Ajalvir               | Carretera M-114 - Polígono Industrial Juan y Antonio         | M-114 Nº300                        | 251 252                                           |
| 10254 |      | Ajalvir               | Carretera M-108 - Polígono Industrial Los Madroños           | M-108 S/N.º                        | 215 251 252                                       |
| 10255 |      | Ajalvir               | Carretera M-108 - Polígono Industrial Compisa                | M-108 S/N.º                        | 215 251 252                                       |
| 12100 |      | Ajalvir               | Carretera M-108 - Testigos de Jehová                         | M-108 km. 4,8                      | 215 251 252                                       |
| 10256 |      | Ajalvir               | Carretera M-108 - Polígono Industrial Conmar                 | M-108 km. 4,6                      | 215 251 252                                       |
| 15393 |      | Torrejón de Ardoz     | Carretera M-108 - Brigada Paracaidista                       | M-108 S/N.º                        | 215 251 252                                       |
| 10257 |      | Torrejón de Ardoz     | Carretera M-108 - Aeroespacial INTA                          | M-108 km. 2,9                      | 215 251 252                                       |
| 11182 |      | Torrejón de Ardoz     | C.C. Parque Corredor                                         | Carretera de Ajalvir S/N.º         | 215 251 252 4                                     |
| 06904 |      | Torrejón de Ardoz     | Avenida de las Fronteras - Calle de Madrid                   | Avenida de las Fronteras Nº17A     | 215 224A 251 252 824 VAC-2431A 4 5A               |
| Terminal del itinerario normal                                                                                    |      |                       |                                                              |                                    |                                                   |
| 09393 |      | Torrejón de Ardoz     | Terminal Avenida de las Fronteras                            | Avenida de las Fronteras Nº2B      | 251 252 VAC-0224                                  |
| Paradas de los servicios que terminan en el Hospital de Torrejón                                                  |      |                       |                                                              |                                    |                                                   |
| 10892 |      | Torrejón de Ardoz     | Avenida de la Constitución - Avenida de las Fronteras        | Avenida de la Constitución Nº26    | 215 220 223 224 251 340 824 N202 1A 2 3 4 5A      |
| 18653 |      | Torrejón de Ardoz     | Calle Mateo Inurria - Hospital de Torrejón                   | Calle Mateo Inurria S/N.º          | 224 251                                           |

1. ↑  Sólo permite el descenso de viajeros
2. ↑  No permite el tráfico entre Madrid y Torrejón de Ardoz